# Новый (Кичменгско-Городецкий район)
Новый — упразднённый починок в Кичменгско-Городецком районе Вологодской области.
Входил в состав Енангского сельского поселения (с 1 января 2006 года по 1 апреля 2013 года входил в Верхнеентальское сельское поселение), с точки зрения административно-территориального деления — в Верхнеентальский сельсовет.
Расстояние до районного центра Кичменгского Городка по автодороге — 98 км, до центра муниципального образования Нижнего Енангска по прямой — 18 км. Ближайшие населённые пункты — Скородум, Зарубин Починок, Берег.
По данным переписи в 2002 году постоянного населения не было.
8 августа 2020 года был упразднён.